# Élémicine
L'élémicine ou 3,4,5-triméthoxyallylbenzène est un composé organique aromatique appartenant à la famille des phénylpropènes, un sous-groupe des phénylpropanoïdes. Elle est constituée d'un noyau benzénique substitué par un groupe vinyle et trois groupes méthoxy en positions 3, 4 et 5.

## Occurrence naturelle
L'élémicine est naturellement présente dans l'élémi, une résine naturelle produite par Canarium luzonicum et de l'huile essentielle (environ 2,4 %) qui en est extraite. Elle est aussi un des constituants de l'huile essentielle de noix de muscade et est partiellement responsable de ses effets psychotropes.

## Effets
Outre ses effets psychotropes, on lui attribue, avec la myristicine, des effets de type anticholinergique observés chez des patients ayant consommé des noix de muscade brutes.
Son métabolisme exact n'est pas clair, mais on pense qu'elle est métabolisée en 3,4,5-triméthoxyamphétamine (TMA) qui a elle-même une structure très proche de la mescaline.